# Североисток
Североисток је једна од споредних страна света. Налази се између севера и истока, а супротно од југозапада.
Означава се са 45°.